# Озбилен, Ильхам
Ильха́м Тану́и Озбиле́н (тур. İlham Tanui Özbilen; настоящее имя — Уи́льям Биво́тт Тану́и (англ. William Biwott Tanui); род. 5 марта 1990, Кочолво, Рифт-Валли, Кения) — турецкий легкоатлет кенийского происхождения, специализирующийся в беге на средние дистанции. Серебряный призёр чемпионатов мира (2012) и Европы в помещении (2013, 2015) в беге на 1500 метров. Экс-рекордсмен мира в эстафете 4×1500 метров. Участник летних Олимпийских игр 2012 и 2016 года.

## Биография
Кенийский юниор Уильям Бивотт Тануи впервые появился на европейских стартах летом 2009 года и сразу заставил говорить о себе. В июле на этапе Золотой лиги в Осло он финишировал вторым в беге на 1 милю и установил мировой рекорд среди юниоров — 3.49,29. На дистанции 1500 метров он улучшил личный рекорд, пробежав в Риме за 3.31,70. Вместе с Гидеоном Гатимбой, Джеффри Роно и Августином Чоге в сентябре того же года побил мировой рекорд в редко проводимой эстафете 4×1500 метров. Кенийский квартет показал время 14.36,23, которое оставалось лучшим в истории до мая 2014 года. Через неделю после этого успеха Уильям первенствовал на дистанции 1500 метров на Всемирном легкоатлетическом финале, поставив яркую точку в сезоне.
На ведущих ролях в мире он провёл и следующий год, выступая на различных коммерческих стартах. В декабре 2010 года менеджер Ондер Озбилен прилетел к нему в Кению, чтобы предложить выступления за сборную Турции. После непродолжительных раздумий Уильям дал своё согласие на переход. Это произошло в феврале 2011 года, а уже 8 июня он получил паспорт своей новой страны, где в качестве имени значилось Ильхам Тануи Озбилен. Фамилия была взята в честь того самого менеджера, который и организовал турецкий этап карьеры бегуна, а теперь вёл его дела.
27 февраля 2012 года Совет ИААФ разрешил Ильхаму выступать без ограничений за новую родину. Уже менее, чем через 2 недели, он бежал 1500 метров на домашнем чемпионате мира в помещении в Стамбуле. Дебют оказался удачным — в финале Озбилен финишировал вторым, уступив только марокканцу Абдалаати Игидеру.
На Олимпийских играх в Лондоне пробился в финальный забег, где финишировал на 8-м месте.
В 2013 году отметился серебром с зимнего чемпионата Европы и победным дублем на Средиземноморских играх в Мерсине, где ему покорились дистанции 800 и 1500 метров. Чемпионат мира же стал разочарованием: Ильхаму не удалось пройти дальше полуфинала.
На своём втором чемпионате мира в помещении был близок к повторению медального финиша, но в итоге остался четвёртым. Впрочем, год спустя он добавил в свой послужной список ещё одно серебро, с чемпионата Европы в залах.
В то же время летом ему не удавалось даже принять участие в розыгрыше медалей. И на чемпионате Европы—2014, и на чемпионате мира—2015 его пределом было участие в полуфиналах. На своих вторых Олимпийских играх в Рио-де-Жанейро он и вовсе ограничился участием в предварительном забеге, оказавшись очень далеко от квалификации в следующий раунд.
Выступает за клуб Enka из Стамбула, тренируется под руководством румынского тренера Карола Санты.
Вместе с женой Нэнси Чероп воспитывает сына Кипто.

## Основные результаты
| Год  | Турнир                            | Место проведения         | Дисциплина       | Место       | Результат |
| ---- | --------------------------------- | ------------------------ | ---------------- | ----------- | --------- |
| 2009 | Всемирный легкоатлетический финал | Салоники, Греция         | 1500 м           | 1-е         | 3.35,04   |
| 2012 | Чемпионат мира в помещении        | Стамбул, Турция          | 1500 м           | 2-е         | 3.45,35   |
| 2012 | Чемпионат Европы                  | Хельсинки, Финляндия     | 1500 м           | — (финал)   | DQ        |
| 2012 | Олимпийские игры                  | Лондон, Великобритания   | 1500 м           | 8-е         | 3.36,72   |
| 2013 | Чемпионат Европы в помещении      | Гётеборг, Швеция         | 1500 м           | 2-е         | 3.37,22   |
| 2013 | Командный чемпионат Европы        | Гейтсхед, Великобритания | 800 м            | 2-е         | 1.47,39   |
| 2013 | Командный чемпионат Европы        | Гейтсхед, Великобритания | 1500 м           | 1-е         | 3.38,57   |
| 2013 | Средиземноморские игры            | Мерсин, Турция           | 800 м            | 1-е         | 1.44,00   |
| 2013 | Средиземноморские игры            | Мерсин, Турция           | 1500 м           | 1-е         | 3.35,09   |
| 2013 | Чемпионат мира                    | Москва, Россия           | 1500 м           | 9-е (1/2)   | 3.37,07   |
| 2014 | Чемпионат мира в помещении        | Сопот, Польша            | 1500 м           | 4-е         | 3.39,10   |
| 2014 | Командный чемпионат Европы        | Брауншвейг, Германия     | 800 м            | 12-е        | 1.56,34   |
| 2014 | Командный чемпионат Европы        | Брауншвейг, Германия     | 1500 м           | 6-е         | 3.38,67   |
| 2014 | Чемпионат Европы                  | Цюрих, Швейцария         | 1500 м           | 13-е (1/2)  | 3.40,09   |
| 2014 | Чемпионат Европы                  | Цюрих, Швейцария         | эстафета 4×400 м | 12-е (заб.) | 3.07,68   |
| 2015 | Чемпионат Европы в помещении      | Прага, Чехия             | 1500 м           | 2-е         | 3.37,74   |
| 2015 | Чемпионат мира                    | Пекин, Китай             | 1500 м           | 22-е (1/2)  | 3.45,70   |
| 2016 | Олимпийские игры                  | Рио-де-Жанейро, Бразилия | 1500 м           | 35-е (заб.) | 3.49,02   |